# Ахмад Фатхі Сурур
Ахма́д Фа́тхі Суру́р (араб. أحمد فتحي سرور; 9 липня 1932 — 5 квітня 2024) — єгипетський політик, спікер нижньої палати Парламенту Єгипту з 1991 року. До січня 2011, коли Хосні Мубарак увів посаду віце-президента, на яку призначив Омара Сулеймана, Сурур був першим у списку наступництва влади в разі відставки президента. Він був президентом Міжпарламентської ради у 1994—1997 роках, а також президентом Союзу африканських парламентів у 1990—1991 роках. Має юридичну освіту (закінчив юридичний факультет Каїрського університету, а згодом також Мічиганського університету).